# Superliga de voleibol 2007-08
La Superliga masculina de voleibol de España 2007-08 fue el XLIV torneo de la máxima categoría de liga del voleibol español, organizado por la Real Federación Española de Voleibol (RFEVB).
Se disputó entre 12 equipos por sistema de liga y un play-off final de tres rondas entre los ocho primeros clasificado en la primera fase. Así pues el ganador de la última ronda fue el Drac Palma CV Pórtol resultando campeón de la competición. Los dos últimos clasificados, el C.V. Almoradí y el Jusan Canarias descendieron a la Superliga 2, si bien este último recuperó su plaza administrativamente por la renuncia a inscribirse del CD Universidad de Granada y del Club Voleibol Elche.

## Clasificación final
| Puesto | Nombre                    | Sede                       | Región               | 2008-2009         |
| ------ | ------------------------- | -------------------------- | -------------------- | ----------------- |
| 1º     | Drac Palma CV Pórtol      | Palma de Mallorca          | Baleares             | Liga de Campeones |
| 2º     | Unicaja Arukasur          | Almería                    | Andalucía            | Liga de Campeones |
| 3º     | CAI Voleibol              | Teruel                     | Aragón               | Top Teams         |
| 4º     | Numancia CMA Soria        | Soria                      | Castilla y León      | CEV               |
| 5º     | Arona Tenerife Sur        | Arona (Tenerife)           | Canarias             | CEV               |
| 6º     | CD Universidad de Granada | Granada                    | Andalucía            | (*)               |
| 7º     | Fábregas Sport Multicaja  | Zaragoza                   | Aragón               |                   |
| 8º     | Compaktuna UD Vecindario  | Vecindario (Gran Canaria)  | Canarias             |                   |
| 9º     | Tarragona SPiSP           | Tarragona                  | Cataluña             |                   |
| 10º    | C.V. Elche                | Elche (Alicante)           | Comunidad Valenciana | (*)               |
| 11º    | C.V. Almoradí             | Almoradí (Alicante)        | Comunidad Valenciana | Superliga 2       |
| 12º    | Jusán Canarias Las Palmas | Las Palmas de Gran Canaria | Canarias             | Superliga         |

(*) Renuncian a la categoría.
| Predecesor: Temporada 2006-07 | Superliga masculina de voleibol de España 2007-08 | Sucesor: Temporada 2008-09 |